# 紫萼凤仙花
紫萼凤仙花（学名：Impatiens platychlaena）为凤仙花科凤仙花属下的一个种。产四川（峨眉山）。生于林缘或灌木丛中潮湿处或路边林下，海拔750-2500米。模式标本采自峨眉山。

## 扩展阅读
維基物種上的相關：紫萼凤仙花